# Karsten Kirsch
| 2424 Tautenburg | 27 ottobre 1973 |
| 2861 Lambrecht  | 3 novembre 1981 |
| 3499 Hoppe      | 3 novembre 1981 |

Karsten Kirsch (...) è un astronomo tedesco.
Il Minor Planet Center gli accredita la scoperta di tre asteroidi, effettuate tra il 1973 e il 1981 all'Osservatorio astronomico Karl Schwarzschild di Tautenburg in collaborazione con Freimut Börngen.